# Marano sul Panaro
Marano sul Panaro es una localidad de 4150 habitantes de la provincia italiana de Módena, en la región Emilia-Romaña, a la margen izquierda del río Panaro.
Distancia desde Módena: 25 kilómetros
Distancia desde Bolonia: 35 kilómetros

## Demografía
| Gráfica de evolución demográfica de Marano sul Panaro entre 1861 y 2001 |
|                                                                         |
| Fuente ISTAT - elaboración gráfica de Wikipedia                         |